# Copris incertus
Copris incertus är en skalbaggsart som beskrevs av Thomas Say 1835. Copris incertus ingår i släktet Copris och familjen bladhorningar. Inga underarter finns listade i Catalogue of Life.